# ドラマチックな夜だから
ドラマチックな夜だから（どらまちっくなよるだから）とは、東海ラジオ放送で放送されていたラジオ番組である。

## 春菜のドラマチックな夜だから
1996年4月から1996年10月5日

### パーソナリティ
- 池澤春菜
- 浅田葉子

## ドラマチックな夜だから2
1996年10月12日から1997年10月3日まで放送。

### パーソナリティ
- 東さおり
- 辻香織
- 菊地祥子
- 櫻井孝宏

### コーナー
東の耳はロバの耳
自分や他人の秘密を暴露するコーナー。
香織のドラマチックシアター
ポエムを募集して、それに辻がポエムで応えるコーナー。
祥子の栄養ドリンク
菊池がリスナーに代わって愛を伝えるコーナー。

## ドラマチックな夜だから3
1997年10月10日から1998年10月2日まで放送。

### パーソナリティ
- 本美奈子
- 江口美里
- 大東亜紀
- 菊地祥子

### コーナー
| 東海ラジオ放送 金曜24:00～24:30 | 東海ラジオ放送 金曜24:00～24:30              | 東海ラジオ放送 金曜24:00～24:30 |
| 前番組                          | 番組名                                       | 次番組                          |
| ------------------------------- | -------------------------------------------- | ------------------------------- |
| ？？？                          | ドラマチックな夜だから （1996.4～1998.10.2） | ？？？                          |